# Emygdio Emiliano de Souza
Emygdio Emiliano de Souza (Itanhaém, 21 de maio de 1867 - Santos, 19 de setembro de 1949), mais conhecido como Emídio de Souza, foi um poeta, professor, teatrólogo, contista, folclorista, músico e pintor naif brasileiro, considerado por Alfredo Volpi o primeiro pintor primitivista do Brasil.